# Belgium a 2020. évi nyári olimpiai játékokon
Belgium a japán Tokióban megrendezett 2020. évi nyári olimpiai játékok egyik részt vevő nemzete volt. Az országot az olimpián 20 sportágban 123 sportoló képviselte, akik összesen 7 érmet szereztek.

## Érmesek
| Érem  | Versenyző | Sportág      | Versenyszám                |
| ----- | --- | ------------ | -------------------------- |
| Arany | Nafissatou Thiam | Atlétika     | Női hétpróba               |
| Arany | Nemzeti válogatott Gauthier Boccard Tom Boon Thomas Briels Cédric Charlier Félix Denayer Nicolas De Kerpel Arthur De Sloover Sébastien Dockier John-John Dohmen Simon Gougnard Alexander Hendrickx Antoine Kina Loïck Luypaert Augustin Meurmans Vincent Vanasch Florent Van Aubel Arthur Van Doren Victor Wegnez | Gyeplabda    | Férfi                      |
| Arany | Nina Derwael | Torna        | Női felemás korlát         |
| Ezüst | Wout van Aert | Kerékpározás | Férfi egyéni mezőnyverseny |
| Bronz | Bashir Abdi | Atlétika     | Férfi maraton              |
| Bronz | Matthias Casse | Cselgáncs    | Férfi váltósúly            |
| Bronz | Pieter Devos Jérôme Guery Grégory Wathelet | Lovaglás     | Díjugratás, csapat         |

## Atlétika
Férfi
| Versenyző                                                                | Versenyszám     | Előfutam | Előfutam | Előfutam | Elődöntő        | Elődöntő        | Elődöntő        | Döntő    | Döntő    |
| Versenyző                                                                | Versenyszám     | Idő      | Hely.    | Össz.    | Idő             | Hely.           | Össz.           | Idő      | Helyezés |
| ------------------------------------------------------------------------ | --------------- | -------- | -------- | -------- | --------------- | --------------- | --------------- | -------- | -------- |
| Robin Vanderbemden                                                       | 200 m           | 20,70    | 3.       | 27.      | 21,00           | 7.              | 22.             | kiesett  | kiesett  |
| Kévin Borlée                                                             | 400 m           | 45,36    | 2.       | 15.      | nem ált rajthoz | nem ált rajthoz | nem ált rajthoz | kiesett  | kiesett  |
| Jonathan Sacoor                                                          | 400 m           | 45,41    | 3.       | 16.*     | 45,88           | 8.              | 22.             | kiesett  | kiesett  |
| Eliott Crestan                                                           | 800 m           | 1:46,19  | 2.       | 27.      | 1:44,84         | 4.              | 13.             | kiesett  | kiesett  |
| Ismael Debjani                                                           | 1500 m          | 3:36,00  | 1.       | 1.       | 3:42,18         | 11.             | 22.             | kiesett  | kiesett  |
| Robin Hendrix                                                            | 5000 m          | 13:58,37 | 16.      | 33.      |                 |                 |                 | kiesett  | kiesett  |
| Isaac Kimeli                                                             | 5000 m          | 13:57,36 | 17.      | 32.      |                 |                 |                 | kiesett  | kiesett  |
| Isaac Kimeli                                                             | 10 000 m        |          |          |          |                 |                 |                 | 28:31,91 | 18.      |
| Michael Obasuyi                                                          | 110 m gát       | 13,65    | 6.       | 29.*     | kiesett         | kiesett         | kiesett         | kiesett  | kiesett  |
| Bashir Abdi                                                              | Maraton         |          |          |          |                 |                 |                 | 2:10:00  |          |
| Dieter Kersten                                                           | Maraton         |          |          |          |                 |                 |                 | 2:22:06  | 58.      |
| Koen Naert                                                               | Maraton         |          |          |          |                 |                 |                 | 2:12:13  | 10.      |
| Alexander Doom Jonathan Sacoor Dylan Borlée Kévin Borlée Jonathan Borlée | 4 × 400 m váltó | 2:59,37  | 3.       | 8.       |                 |                 |                 | 2:57,88  | 4.       |

| Versenyző    | Versenyszám | Selejtező | Selejtező | Döntő    | Döntő    |
| Versenyző    | Versenyszám | Eredmény  | Helyezés  | Eredmény | Helyezés |
| ------------ | ----------- | --------- | --------- | -------- | -------- |
| Ben Broeders | Rúdugrás    | 565 cm    | 18.       | kiesett  | kiesett  |

| Versenyző               | Versenyszám | 100 m | 100 m | Távolugrás               | Távolugrás               | Súlylökés        | Súlylökés        | Magasugrás       | Magasugrás       | 400 m            | 400 m            | 110 m gát        | 110 m gát        | Diszkoszvetés    | Diszkoszvetés    | Rúdugrás         | Rúdugrás         | Gerelyhajítás    | Gerelyhajítás    | 1500 m           | 1500 m           | Végeredmény   | Végeredmény   |
| Versenyző               | Versenyszám | Idő   | Pont  | Eredmény                 | Pont                     | Eredmény         | Pont             | Eredmény         | Pont             | Idő              | Pont             | Idő              | Pont             | Eredmény         | Pont             | Eredmény         | Pont             | Eredmény         | Pont             | Idő              | Pont             | Pont          | Helyezés      |
| ----------------------- | ----------- | ----- | ----- | ------------------------ | ------------------------ | ---------------- | ---------------- | ---------------- | ---------------- | ---------------- | ---------------- | ---------------- | ---------------- | ---------------- | ---------------- | ---------------- | ---------------- | ---------------- | ---------------- | ---------------- | ---------------- | ------------- | ------------- |
| Thomas Van der Plaetsen | Tízpróba    | 11,05 | 850   | érvényes kísérlet nélkül | érvényes kísérlet nélkül | nem állt rajthoz | nem állt rajthoz | nem állt rajthoz | nem állt rajthoz | nem állt rajthoz | nem állt rajthoz | nem állt rajthoz | nem állt rajthoz | nem állt rajthoz | nem állt rajthoz | nem állt rajthoz | nem állt rajthoz | nem állt rajthoz | nem állt rajthoz | nem állt rajthoz | nem állt rajthoz | nem ért célba | nem ért célba |

Női
| Versenyző                                                       | Versenyszám     | Előfutam | Előfutam | Előfutam | Elődöntő | Elődöntő | Elődöntő | Döntő   | Döntő    |
| Versenyző                                                       | Versenyszám     | Idő      | Hely.    | Össz.    | Idő      | Hely.    | Össz.    | Idő     | Helyezés |
| --------------------------------------------------------------- | --------------- | -------- | -------- | -------- | -------- | -------- | -------- | ------- | -------- |
| Imke Vervaet                                                    | 200 m           | 23,05    | 4.       | 19.      | 23,31    | 7.       | 22.      | kiesett | kiesett  |
| Elise Vanderelst                                                | 1500 m          | 4:05,63  | 9.       | 23.      | 4:04,86  | 11.      | 20.      | kiesett | kiesett  |
| Anne Zagré                                                      | 100 m gát       | 12,83    | 3.       | 10.*     | 12,78    | 8.       | 16.      | kiesett | kiesett  |
| Hanne Claes                                                     | 400 m gát       | 56,38    | 8.       | 28.      | kiesett  | kiesett  | kiesett  | kiesett | kiesett  |
| Paulien Couckuyt                                                | 400 m gát       | 54,90    | 3.       | 9.       | 54,47    | 3.       | 9.       | kiesett | kiesett  |
| Mieke Gorissen                                                  | Maraton         |          |          |          |          |          |          | 2:34:24 | 28.      |
| Hanne Verbruggen                                                | Maraton         |          |          |          |          |          |          | 2:38:03 | 49.      |
| Naomi Van Den Broeck Imke Vervaet Paulien Couckuyt Camille Laus | 4 × 400 m váltó | 3:24,08  | 3.       | 8.       |          |          |          | 3:23,96 | 7.       |

| Versenyző   | Versenyszám | Selejtező | Selejtező | Döntő    | Döntő    |
| Versenyző   | Versenyszám | Eredmény  | Helyezés  | Eredmény | Helyezés |
| ----------- | ----------- | --------- | --------- | -------- | -------- |
| Fanny Smets | Rúdugrás    | 425 cm    | 27.*      | kiesett  | kiesett  |

| Versenyző        | Versenyszám | 100 m gát | 100 m gát | Magasugrás | Magasugrás | Súlylökés | Súlylökés | 200 m | 200 m | Távolugrás | Távolugrás | Gerelyhajítás | Gerelyhajítás | 800 m   | 800 m | Végeredmény | Végeredmény |
| Versenyző        | Versenyszám | Idő       | Pont      | Eredmény   | Pont       | Eredmény  | Pont      | Idő   | Pont  | Eredmény   | Pont       | Eredmény      | Pont          | Idő     | Pont  | Pont        | Helyezés    |
| ---------------- | ----------- | --------- | --------- | ---------- | ---------- | --------- | --------- | ----- | ----- | ---------- | ---------- | ------------- | ------------- | ------- | ----- | ----------- | ----------- |
| Nafissatou Thiam | Hétpróba    | 13,54     | 1044      | 192 cm     | 1132       | 14,82 m   | 849       | 24,90 | 896   | 660 cm     | 1040       | 54,68 m       | 951           | 2:15,98 | 879   | 6791        |             |
| Noor Vidts       | Hétpróba    | 13,17     | 1099      | 183 cm     | 1016       | 14,33 m   | 816       | 23,70 | 1010  | 632 cm     | 949        | 41,80 m       | 702           | 2:09,05 | 979   | 6571        | 4.          |

Vegyes
| Versenyző                                                                          | Versenyszám     | Előfutam | Előfutam | Előfutam | Döntő   | Döntő    |
| Versenyző                                                                          | Versenyszám     | Idő      | Hely.    | Össz.    | Idő     | Helyezés |
| ---------------------------------------------------------------------------------- | --------------- | -------- | -------- | -------- | ------- | -------- |
| Dylan Borlée Imke Vervaet Camille Laus Kévin Borlée Alexander Doom Jonathan Borlée | 4 × 400 m váltó | 3:12,75  | 3.       | 7.       | 3:11,51 | 5.       |

* - egy másik versenyzővel azonos eredményt ért el

## Cselgáncs
Férfi
| Versenyző         | Versenyszám  | Selejtező         | 32-es főtábla                         | Nyolcaddöntő                        | Negyeddöntő                      | Elődöntő                             | Vigaszág elődöntő | Bronz- mérkőzés                        | Döntő             | Helyezés |
| Versenyző         | Versenyszám  | Ellenfél Eredmény | Ellenfél Eredmény                     | Ellenfél Eredmény                   | Ellenfél Eredmény                | Ellenfél Eredmény                    | Ellenfél Eredmény | Ellenfél Eredmény                      | Ellenfél Eredmény | Helyezés |
| ----------------- | ------------ | ----------------- | ------------------------------------- | ----------------------------------- | -------------------------------- | ------------------------------------ | ----------------- | -------------------------------------- | ----------------- | -------- |
| Jorre Verstraeten | Légsúly      |                   | Moritz Plafky (GER) · 01(0)–00(2)     | Takató Naohisza (JPN) · 00(2)–10(0) | kiesett                          | kiesett                              | kiesett           | kiesett                                | kiesett           | 9.       |
| Matthias Casse    | Váltósúly    | erőnyerő          | Adrián Gandía (PUR) · 11(0)–01(2)     | Robin Pacek (SWE) · 11(1)–01(2)     | Alan Hubecov (ROC) · 10(1)–00(3) | Nagasze Takanori (JPN) · 00(2)–01(1) |                   | Tato Grigalashvili (GEO) · 10(1)–00(0) |                   |          |
| Toma Nikiforov    | Félnehézsúly |                   | Rafael Buzacarini (BRA) · 01(2)–00(1) | Jorge Fonseca (POR) · 00(0)–10(0)   | kiesett                          | kiesett                              | kiesett           | kiesett                                | kiesett           | 9.       |

Női
| Versenyző          | Versenyszám | 32-es főtábla                       | Nyolcaddöntő                   | Negyeddöntő                          | Elődöntő          | Vigaszág elődöntő                 | Bronz- mérkőzés   | Döntő             | Helyezés |
| Versenyző          | Versenyszám | Ellenfél Eredmény                   | Ellenfél Eredmény              | Ellenfél Eredmény                    | Ellenfél Eredmény | Ellenfél Eredmény                 | Ellenfél Eredmény | Ellenfél Eredmény | Helyezés |
| ------------------ | ----------- | ----------------------------------- | ------------------------------ | ------------------------------------ | ----------------- | --------------------------------- | ----------------- | ----------------- | -------- |
| Charline Van Snick | Harmatsúly  | Ecaterina Guica (CAN) · 11(1)–00(0) | Gili Cohen (ISR) · 10(0)–00(0) | Odette Giuffrida (ITA) · 00(1)–01(2) |                   | Chelsie Giles (GBR) · 00(0)–10(1) | kiesett           |                   | 7.       |

## Evezés
Férfi
| Versenyző                    | Versenyszám              | Előfutam | Előfutam | Vigaszág | Vigaszág | Elődöntő | Elődöntő | Elődöntő | Döntő | Döntő   | Döntő | Helyezés |
| Versenyző                    | Versenyszám              | Idő      | Hely.    | Idő      | Hely.    | Típus    | Idő      | Hely.    | Típus | Idő     | Hely. | Helyezés |
| ---------------------------- | ------------------------ | -------- | -------- | -------- | -------- | -------- | -------- | -------- | ----- | ------- | ----- | -------- |
| Niels Van Zandweghe Tim Brys | Könnyűsúlyú kétpárevezős | 6:26,51  | 2.       | erőnyerő | erőnyerő | A/B      | 6:13,07  | 3.       | A     | 6:18,10 | 5.    | 5.       |

## Golf
| Versenyző      | Versenyszám  | 1. forduló | 1. forduló | 2. forduló | 2. forduló | 3. forduló | 3. forduló | 4. forduló | 4. forduló | Összesen | Összesen | Összesen |
| Versenyző      | Versenyszám  | Pont       | Par        | Pont       | Par        | Pont       | Par        | Pont       | Par        | Pontszám | Par      | Helyezés |
| -------------- | ------------ | ---------- | ---------- | ---------- | ---------- | ---------- | ---------- | ---------- | ---------- | -------- | -------- | -------- |
| Thomas Detry   | Férfi egyéni | 70         | −1         | 67         | −4         | 68         | −3         | 69         | −2         | 274      | −10      | 22.      |
| Thomas Pieters | Férfi egyéni | 65         | −6         | 76         | +5         | 64         | −7         | 68         | −3         | 273      | −11      | 16.      |
| Manon De Roey  | Női egyéni   | 71         | 0          | 67         | −4         | 74         | +3         | 74         | +3         | 286      | +2       | 46.      |

## Gördeszka
Férfi
| Versenyző        | Versenyszám  | Selejtező | Selejtező | Döntő   | Döntő   | Helyezés |
| Versenyző        | Versenyszám  | Pont      | Hely.     | Pont    | Hely.   | Helyezés |
| ---------------- | ------------ | --------- | --------- | ------- | ------- | -------- |
| Axel Cruysberghs | Egyéni utcai | 24,81     | 13.       | kiesett | kiesett | 13.      |

Női
| Versenyző      | Versenyszám  | Selejtező | Selejtező | Döntő   | Döntő   | Helyezés |
| Versenyző      | Versenyszám  | Pont      | Hely.     | Pont    | Hely.   | Helyezés |
| -------------- | ------------ | --------- | --------- | ------- | ------- | -------- |
| Lore Bruggeman | Egyéni utcai | 9,27      | 11.       | kiesett | kiesett | 11.      |

## Gyeplabda

### Férfi
| Belga férfi gyeplabdacsapat-játékoskeret | Belga férfi gyeplabdacsapat-játékoskeret |
| --- | --- |
| - Gauthier Boccard - Tom Boon - Thomas Briels - Cédric Charlier - Félix Denayer (C) - Nicolas De Kerpel - Arthur De Sloover - Sébastien Dockier - John-John Dohmen | - Simon Gougnard - Alexander Hendrickx - Antoine Kina - Loïck Luypaert - Augustin Meurmans - Vincent Vanasch - Florent Van Aubel - Arthur Van Doren - Victor Wegnez |

#### Eredmények
Csoportkör
B csoport
| Hely. | Csapat                        | M | Gy | D | V | G+ | G– | Gk  | P  | Továbbjutás |
| ----- | ----------------------------- | - | -- | - | - | -- | -- | --- | -- | ----------- |
| 1.    | Belgium (BEL)                 | 5 | 4  | 1 | 0 | 26 | 9  | +17 | 13 | Negyeddöntő |
| 2.    | Németország (GER)             | 5 | 3  | 0 | 2 | 19 | 10 | +9  | 9  | Negyeddöntő |
| 3.    | Nagy-Britannia (GBR)          | 5 | 2  | 2 | 1 | 11 | 11 | 0   | 8  | Negyeddöntő |
| 4.    | Hollandia (NED)               | 5 | 2  | 1 | 2 | 13 | 13 | 0   | 7  | Negyeddöntő |
| 5.    | Dél-afrikai Köztársaság (RSA) | 5 | 1  | 1 | 3 | 16 | 24 | −8  | 4  |             |
| 6.    | Kanada (CAN)                  | 5 | 0  | 1 | 4 | 9  | 27 | −18 | 1  |             |

| 2021. július 24. 11:45 (04:45) | Hollandia (NED) | 1–3         | Belgium (BEL)           | Játékvezetők: Marcin Grochal (POL) Adam Kearns (AUS) |
| 2021. július 24. 11:45 (04:45) | Hertzberger 35' | Jegyzőkönyv | Hendrickx 41', 44', 45' | Játékvezetők: Marcin Grochal (POL) Adam Kearns (AUS) |

| 2021. július 26. 09:30 (02:30) | Németország (GER) | 1–3         | Belgium (BEL)                   | Játékvezetők: Coen van Bunge (NED) David Tomlinson (NZL) |
| 2021. július 26. 09:30 (02:30) | Häner 51'         | Jegyzőkönyv | Charlier 5', 7' · Hendrickx 35' | Játékvezetők: Coen van Bunge (NED) David Tomlinson (NZL) |

| 2021. július 27. 18:30 (11:30) | Belgium (BEL)                                                                                      | 9–4         | Dél-afrikai Köztársaság (RSA)                   | Játékvezetők: Raghu Prasad (IND) Francisco Vázquez (ESP) |
| 2021. július 27. 18:30 (11:30) | Dohmen 4', 15' · Hendrickx 9', 18', 40' · Briels 12' · Van Doren 15' · Gougnard 25' · Charlier 41' | Jegyzőkönyv | D. Cassiem 5', 31' · M. Cassiem 23' · Ntuli 29' | Játékvezetők: Raghu Prasad (IND) Francisco Vázquez (ESP) |

| 2021. július 29. 10:00 (03:00) | Belgium (BEL)                                                                                                | 9–1         | Kanada (CAN) | Játékvezetők: Simon Taylor (NZL) Peter Wright (RSA) |
| 2021. július 29. 10:00 (03:00) | Hendrickx 12', 40' · Dockier 29', 32' · Denayer 39' · Gougnard 43' · Charlier 45' · Boon 51' · Van Aubel 55' | Jegyzőkönyv | Pearson 15'  | Játékvezetők: Simon Taylor (NZL) Peter Wright (RSA) |

| 2021. július 30. 21:15 (14:15) | Belgium (BEL)         | 2–2         | Nagy-Britannia (GBR)        | Játékvezetők: Simon Taylor (NZL) Francisco Vázquez (ESP) |
| 2021. július 30. 21:15 (14:15) | Boon 36' · Briels 43' | Jegyzőkönyv | Shipperley 17' · Ansell 38' | Játékvezetők: Simon Taylor (NZL) Francisco Vázquez (ESP) |

Negyeddöntő
| 2021. augusztus 1. 18:30 (11:30) | Belgium (BEL)                 | 3–1         | Spanyolország (ESP) | Játékvezetők: Adam Kearns (AUS) Lim Hong Zhen (SGP) |
| 2021. augusztus 1. 18:30 (11:30) | Hendrickx 38', 57' · Boon 41' | Jegyzőkönyv | Alegre 26'          | Játékvezetők: Adam Kearns (AUS) Lim Hong Zhen (SGP) |

Elődöntő
| 2021. augusztus 3. 10:30 (03:30) | India (IND)                 | 2–5         | Belgium (BEL)                                      | Játékvezetők: Ben Göntgen (GER) Coen van Bunge (NED) |
| 2021. augusztus 3. 10:30 (03:30) | Harmanpreet 7' · Mandeep 8' | Jegyzőkönyv | Luypaert 2' · Hendrickx 19', 49', 53' · Dohmen 60' | Játékvezetők: Ben Göntgen (GER) Coen van Bunge (NED) |

Döntő
| 2021. augusztus 3. 19:00 (12:00) | Ausztrália (AUS)                      | 1–1         | Belgium (BEL)                          | Játékvezetők: Coen van Bunge (NED) Marcin Grochal (POL) |
| 2021. augusztus 3. 19:00 (12:00) | Wickham 47'                           | Jegyzőkönyv | Van Aubel 32'                          | Játékvezetők: Coen van Bunge (NED) Marcin Grochal (POL) |
| 2021. augusztus 3. 19:00 (12:00) | Büntetőpárbaj:                        |             |                                        | Játékvezetők: Coen van Bunge (NED) Marcin Grochal (POL) |
| 2021. augusztus 3. 19:00 (12:00) | Govers Oglivie Brand Simmonds Whetton | 2–3         | Van Aubel De Sloover Denayer Hendrickx | Játékvezetők: Coen van Bunge (NED) Marcin Grochal (POL) |

| Csapat        | Helyezés |
| ------------- | -------- |
| Belgium (BEL) |          |

## Íjászat
Férfi
| Versenyző      | Versenyszám | Selejtező | Selejtező | 64-es főtábla                 | 32-es főtábla                             | Nyolcaddöntő      | Negyeddöntő       | Elődöntő          | Döntő             | Helyezés |
| Versenyző      | Versenyszám | Pont      | Kiemelés  | Ellenfél Eredmény             | Ellenfél Eredmény                         | Ellenfél Eredmény | Ellenfél Eredmény | Ellenfél Eredmény | Ellenfél Eredmény | Helyezés |
| -------------- | ----------- | --------- | --------- | ----------------------------- | ----------------------------------------- | ----------------- | ----------------- | ----------------- | ----------------- | -------- |
| Jarno De Smedt | Egyéni      | 650       | 43.       | Kavata Júki (JPN) (22.) · 6–2 | Li Csia-lun (Li Jialun) (CHN) (11.) · 5–6 | kiesett           | kiesett           | kiesett           | kiesett           | 17.      |

## Kajak-kenu

### Gyorsasági
Férfi
| Versenyző     | Versenyszám        | Előfutam | Előfutam | Előfutam | Negyeddöntő | Negyeddöntő | Negyeddöntő | Elődöntő | Elődöntő | Elődöntő | Döntő | Döntő    | Döntő    | Helyezés |
| Versenyző     | Versenyszám        | Idő      | Hely.    | Össz.    | Idő         | Hely.       | Össz.       | Idő      | Hely.    | Össz.    | Típus | Idő      | Helyezés | Helyezés |
| ------------- | ------------------ | -------- | -------- | -------- | ----------- | ----------- | ----------- | -------- | -------- | -------- | ----- | -------- | -------- | -------- |
| Artuur Peters | Kajak egyes 1000 m | 4:41,967 | 3.       | 6.       | 3:45,712    | 1.          | 3.          | 3:26,773 | 5.       | 10.      | B     | 3:26,781 | 2.       | 10.      |

Női
| Versenyző                  | Versenyszám        | Előfutam | Előfutam | Előfutam | Negyeddöntő | Negyeddöntő | Negyeddöntő | Elődöntő | Elődöntő | Elődöntő | Döntő | Döntő    | Döntő    | Helyezés |
| Versenyző                  | Versenyszám        | Idő      | Hely.    | Össz.    | Idő         | Hely.       | Össz.       | Idő      | Hely.    | Össz.    | Típus | Idő      | Helyezés | Helyezés |
| -------------------------- | ------------------ | -------- | -------- | -------- | ----------- | ----------- | ----------- | -------- | -------- | -------- | ----- | -------- | -------- | -------- |
| Lize Broekx                | Kajak egyes 500 m  | 1:52,476 | 7.       | 28.      | 1:49,336    | 2.          | 3.          | 1:54,489 | 5.       | 19.      | C     | 1:56,842 | 5.       | 21.      |
| Hermien Peters             | Kajak egyes 500 m  | 1:47,959 | 1.       | 1.       | erőnyerő    | erőnyerő    | erőnyerő    | 1:52,829 | 2.       | 7.       | A     | 1:53,716 | 6.       | 6.       |
| Hermien Peters Lize Broekx | Kajak kettes 500 m | 1:48,137 | 4.       | 12.      | 1:47,649    | 1.          | 4.          | 1:39,046 | 5.       | 9.       | B     | 1:38,475 | 1.       | 9.       |

### Szlalom
Férfi
| Versenyző         | Versenyszám | Selejtező | Selejtező | Selejtező | Selejtező | Selejtező     | Selejtező     | Elődöntő | Elődöntő | Döntő   | Döntő    |
| Versenyző         | Versenyszám | 1. futam  | 1. futam  | 2. futam  | 2. futam  | Jobb eredmény | Jobb eredmény | Elődöntő | Elődöntő | Döntő   | Döntő    |
| Versenyző         | Versenyszám | Pont      | Hely.     | Pont      | Hely.     | Pont          | Hely.         | Pont     | Hely.    | Pont    | Helyezés |
| ----------------- | ----------- | --------- | --------- | --------- | --------- | ------------- | ------------- | -------- | -------- | ------- | -------- |
| Gabriel De Coster | Kajak egyes | 152,94    | 24.       | 98,67     | 17.       | 98,67         | 22.           | kiesett  | kiesett  | kiesett | kiesett  |

## Kerékpározás

### BMX
Pálya
| Versenyző    | Versenyszám | Negyeddöntő | Negyeddöntő | Elődöntő | Elődöntő | Döntő   | Döntő    | Helyezés |
| Versenyző    | Versenyszám | Pont        | Helyezés    | Pont     | Helyezés | Idő     | Helyezés | Helyezés |
| ------------ | ----------- | ----------- | ----------- | -------- | -------- | ------- | -------- | -------- |
| Elke Vanhoof | Női         | 12          | 4.          | 16       | 6.       | kiesett | kiesett  | 11.      |

### Hegyi-kerékpározás
| Versenyző       | Versenyszám        | Idő        | Helyezés |
| --------------- | ------------------ | ---------- | -------- |
| Jens Schuermans | Férfi terepverseny | 1:29:07    | 18.      |
| Githa Michiels  | Női terepverseny   | lekörözték | 33.      |

### Országúti kerékpározás
Férfi
| Versenyző         | Versenyszám   | Idő                 | Helyezés      |
| ----------------- | ------------- | ------------------- | ------------- |
| Greg Van Avermaet | Mezőnyverseny | nem ért célba       | nem ért célba |
| Tiesj Benoot      | Mezőnyverseny | 6:16:53 (+11:27)    | 58.           |
| Mauri Vansevenant | Mezőnyverseny | 6:21:46 (+16:20)    | 77.           |
| Wout van Aert     | Mezőnyverseny | 6:06:33 (+1:07)     |               |
| Wout van Aert     | Időfutam      | 56:44,72 (+1:40,53) | 6.            |
| Remco Evenepoel   | Időfutam      | 57:21,27 (+2:17,08) | 9.            |
| Remco Evenepoel   | Mezőnyverseny | 6:15:38 (+10:12)    | 49.           |

Női
| Versenyző          | Versenyszám   | Idő                 | Helyezés      |
| ------------------ | ------------- | ------------------- | ------------- |
| Valerie Demey      | Mezőnyverseny | nem ért célba       | nem ért célba |
| Lotte Kopecky      | Mezőnyverseny | 3:54:24 (+1:39)     | 4.            |
| Julie Van de Velde | Mezőnyverseny | 4:01:08 (+8:23)     | 42.           |
| Julie Van de Velde | Időfutam      | 34:23,49 (+4:10,00) | 19.           |

### Pálya-kerékpározás
Omnium
| Versenyző       | Versenyszám | 10 km-es scratch | 10 km-es scratch | 10 km-es tempóverseny | 10 km-es tempóverseny | Kieséses verseny | Kieséses verseny | 25 km-es pontverseny | 25 km-es pontverseny | Összesítés | Összesítés |
| Versenyző       | Versenyszám | Pont             | Hely.            | Pont                  | Hely.                 | Pont             | Hely.            | Pont                 | Hely.                | Pont       | Helyezés   |
| --------------- | ----------- | ---------------- | ---------------- | --------------------- | --------------------- | ---------------- | ---------------- | -------------------- | -------------------- | ---------- | ---------- |
| Kenny De Ketele | Férfi       | 20               | 11.              | 28                    | 7.                    | 22               | 10.              | 0                    | 6.                   | 70         | 13.        |

| Versenyző     | Versenyszám | 7,5 km-es scratch | 7,5 km-es scratch | 7,5 km-es tempóverseny | 7,5 km-es tempóverseny | Kieséses verseny | Kieséses verseny | 20 km-es pontverseny | 20 km-es pontverseny | Összesítés  | Összesítés  |
| Versenyző     | Versenyszám | Pont              | Hely.             | Pont                   | Hely.                  | Pont             | Hely.            | Pont                 | Hely.                | Pont        | Helyezés    |
| ------------- | ----------- | ----------------- | ----------------- | ---------------------- | ---------------------- | ---------------- | ---------------- | -------------------- | -------------------- | ----------- | ----------- |
| Lotte Kopecky | Női         | 16 (DNF)          | =13.              | nem ért célba          | nem ért célba          | nem állt rajthoz | nem állt rajthoz | nem állt rajthoz     | nem állt rajthoz     | helyezetlen | helyezetlen |

Madison
| Versenyző                    | Versenyszám | Döntő | Döntő | Helyezés |
| Versenyző                    | Versenyszám | Pont  | Hely. | Helyezés |
| ---------------------------- | ----------- | ----- | ----- | -------- |
| Kenny De Ketele Robbe Ghys   | Férfi       | 32    | 4.    | 4.       |
| Jolien D'hoore Lotte Kopecky | Női         | −18   | 10.   | 10.      |

## Kosárlabda

### Női
| Belga női kosárlabdacsapat-játékoskeret                                                                   | Belga női kosárlabdacsapat-játékoskeret                                                       |
| --- | --------------------------------------------------------------------------------------------- |
| - Julie Allemand - Marjorie Carpréaux - Antonia Delaere - Kyara Linskens - Billie Massey - Emma Meesseman | - Hanne Mestdagh - Kim Mestdagh - Heleen Nauwelaers - Jana Raman - Julie Vanloo - Ann Wauters |

#### Eredmények
Csoportkör
C csoport
| Hely. | Csapat            | M | Gy | V | P+  | P–  | Pk   | P | Továbbjutás |
| ----- | ----------------- | - | -- | - | --- | --- | ---- | - | ----------- |
| 1.    | Kína (CHN)        | 3 | 3  | 0 | 247 | 191 | +56  | 6 | Negyeddöntő |
| 2.    | Belgium (BEL)     | 3 | 2  | 1 | 234 | 196 | +38  | 5 | Negyeddöntő |
| 3.    | Ausztrália (AUS)  | 3 | 1  | 2 | 240 | 230 | +10  | 4 | Negyeddöntő |
| 4.    | Puerto Rico (PUR) | 3 | 0  | 3 | 176 | 280 | −104 | 3 |             |

| 2021. július 27. 17:20 (10:20) | Ausztrália (AUS)                         | 70–85     | Belgium (BEL) | Saitama Super Arena, Szaitama Játékvezetők: Juan Fernández (ARG), Amy Bonner (USA), Yener Yılmaz (TUR) |
| 2021. július 27. 17:20 (10:20) | (17–21, 24–16, 16–19, 13–29) Jegyzőkönyv |           |               | Saitama Super Arena, Szaitama Játékvezetők: Juan Fernández (ARG), Amy Bonner (USA), Yener Yılmaz (TUR) |
| 2021. július 27. 17:20 (10:20) | Magbegor 20                              | Pont      | Meesseman 32  | Saitama Super Arena, Szaitama Játékvezetők: Juan Fernández (ARG), Amy Bonner (USA), Yener Yılmaz (TUR) |
| 2021. július 27. 17:20 (10:20) | George 10                                | Lepattanó | Meesseman 9   | Saitama Super Arena, Szaitama Játékvezetők: Juan Fernández (ARG), Amy Bonner (USA), Yener Yılmaz (TUR) |
| 2021. július 27. 17:20 (10:20) | Mitchell 7                               | Gólpassz  | Allemand 11   | Saitama Super Arena, Szaitama Játékvezetők: Juan Fernández (ARG), Amy Bonner (USA), Yener Yılmaz (TUR) |

| 2021. július 30. 10:00 (3:00) | Belgium (BEL)                           | 87–52     | Puerto Rico (PUR)    | Saitama Super Arena, Szaitama Játékvezetők: Maripier Malo (CAN), Yu Jung (TPE), Kingsley Ojeaburu (NGA) |
| 2021. július 30. 10:00 (3:00) | (23–16, 20–8, 17–13, 27–15) Jegyzőkönyv |           |                      | Saitama Super Arena, Szaitama Játékvezetők: Maripier Malo (CAN), Yu Jung (TPE), Kingsley Ojeaburu (NGA) |
| 2021. július 30. 10:00 (3:00) | Meesseman 26                            | Pont      | Gwathmey 20          | Saitama Super Arena, Szaitama Játékvezetők: Maripier Malo (CAN), Yu Jung (TPE), Kingsley Ojeaburu (NGA) |
| 2021. július 30. 10:00 (3:00) | Meesseman 15                            | Lepattanó | Gwathmey, Meléndez 5 | Saitama Super Arena, Szaitama Játékvezetők: Maripier Malo (CAN), Yu Jung (TPE), Kingsley Ojeaburu (NGA) |
| 2021. július 30. 10:00 (3:00) | Allemand 7                              | Gólpassz  | Rosado 5             | Saitama Super Arena, Szaitama Játékvezetők: Maripier Malo (CAN), Yu Jung (TPE), Kingsley Ojeaburu (NGA) |

| 2021. augusztus 2. 17:20 (10:20) | Kína (CHN)                               | 74–62     | Belgium (BEL) | Saitama Super Arena, Szaitama Játékvezetők: Leandro Lezcano (ARG), Yener Yılmaz (TUR), Maj Forsberg (DEN) |
| 2021. augusztus 2. 17:20 (10:20) | (17–21, 21–16, 21–15, 15–10) Jegyzőkönyv |           |               | Saitama Super Arena, Szaitama Játékvezetők: Leandro Lezcano (ARG), Yener Yılmaz (TUR), Maj Forsberg (DEN) |
| 2021. augusztus 2. 17:20 (10:20) | Li Jüe-zsu (Li Yueru) 14                 | Pont      | Meesseman 24  | Saitama Super Arena, Szaitama Játékvezetők: Leandro Lezcano (ARG), Yener Yılmaz (TUR), Maj Forsberg (DEN) |
| 2021. augusztus 2. 17:20 (10:20) | Li Jüe-zsu (Li Yueru) 8                  | Lepattanó | Meesseman 7   | Saitama Super Arena, Szaitama Játékvezetők: Leandro Lezcano (ARG), Yener Yılmaz (TUR), Maj Forsberg (DEN) |
| 2021. augusztus 2. 17:20 (10:20) | Vang Si-jü (Wang Siyu) 8                 | Gólpassz  | Mestdagh 5    | Saitama Super Arena, Szaitama Játékvezetők: Leandro Lezcano (ARG), Yener Yılmaz (TUR), Maj Forsberg (DEN) |

Negyeddöntő
| 2021. augusztus 4. 17:20 (10:20) | Japán (JPN)                              | 86–85     | Belgium (BEL) | Saitama Super Arena, Szaitama Játékvezetők: Yu Jung (TPE), Amy Bonner (USA), James Boyer (AUS) |
| 2021. augusztus 4. 17:20 (10:20) | (19–16, 22–26, 20–26, 25–17) Jegyzőkönyv |           |               | Saitama Super Arena, Szaitama Játékvezetők: Yu Jung (TPE), Amy Bonner (USA), James Boyer (AUS) |
| 2021. augusztus 4. 17:20 (10:20) | Mijazava 21                              | Pont      | Meesseman 25  | Saitama Super Arena, Szaitama Játékvezetők: Yu Jung (TPE), Amy Bonner (USA), James Boyer (AUS) |
| 2021. augusztus 4. 17:20 (10:20) | Akaho 7                                  | Lepattanó | Meesseman 11  | Saitama Super Arena, Szaitama Játékvezetők: Yu Jung (TPE), Amy Bonner (USA), James Boyer (AUS) |
| 2021. augusztus 4. 17:20 (10:20) | Macsida 14                               | Gólpassz  | Allemand 8    | Saitama Super Arena, Szaitama Játékvezetők: Yu Jung (TPE), Amy Bonner (USA), James Boyer (AUS) |

| Csapat        | Helyezés |
| ------------- | -------- |
| Belgium (BEL) | 7.       |

### Férfi 3x3
| Belga férfi 3x3 kosárlabdacsapat-játékoskeret | Belga férfi 3x3 kosárlabdacsapat-játékoskeret |
| --------------------------------------------- | --------------------------------------------- |
| - Rafael Bogaerts - Nick Celis                | - Thierry Mariën - Thibaut Vervoort           |

#### Eredmények
Csoportkör
| Hely. | Csapat                                       | M | Gy | V | P+  | P–  | Pk  | Továbbjutás |
| ----- | -------------------------------------------- | - | -- | - | --- | --- | --- | ----------- |
| 1.    | Szerbia (SRB)                                | 7 | 7  | 0 | 138 | 91  | +47 | Elődöntő    |
| 2.    | Belgium (BEL)                                | 7 | 4  | 3 | 126 | 127 | −1  | Elődöntő    |
| 3.    | Lettország (LAT)                             | 7 | 4  | 3 | 133 | 129 | +4  | Negyeddöntő |
| 4.    | Hollandia (NED)                              | 7 | 4  | 3 | 132 | 129 | +3  | Negyeddöntő |
| 5.    | Az Orosz Olimpiai Bizottság versenyzői (ROC) | 7 | 3  | 4 | 116 | 125 | −9  | Negyeddöntő |
| 6.    | Japán (JPN) (R)                              | 7 | 2  | 5 | 123 | 134 | −11 | Negyeddöntő |
| 7.    | Lengyelország (POL)                          | 7 | 2  | 5 | 120 | 130 | −10 |             |
| 8.    | Kína (CHN)                                   | 7 | 2  | 5 | 119 | 142 | −23 |             |

| 2021. július 24. 18:40 | Lettország (LAT) | 20–21 | Belgium (BEL) | Játékvezetők: Markos Michaelides (SUI), Edmond Ho (HKG) |
| 2021. július 24. 18:40 | Jegyzőkönyv      |       |               | Játékvezetők: Markos Michaelides (SUI), Edmond Ho (HKG) |
| 2021. július 24. 18:40 | Lasmanis 11      | Pont  | Vervoort 11   | Játékvezetők: Markos Michaelides (SUI), Edmond Ho (HKG) |

| 2021. július 24. 22:25 | Belgium (BEL) | 16–18 (h. u.) | Japán (JPN) | Játékvezetők: Vlad Ghizdareanu (ROU), Su Yu-yen (TPE) |
| 2021. július 24. 22:25 | Jegyzőkönyv   |               |             | Játékvezetők: Vlad Ghizdareanu (ROU), Su Yu-yen (TPE) |
| 2021. július 24. 22:25 | Bogaerts 5    | Pont          | Jaszuoka 7  | Játékvezetők: Vlad Ghizdareanu (ROU), Su Yu-yen (TPE) |

| 2021. július 25. 11:35 | Az Orosz Olimpiai Bizottság versenyzői (ROC) | 16–21 | Belgium (BEL)     | Játékvezetők: Vlad Ghizdareanu (ROU), Tóth Cecília (HUN) |
| 2021. július 25. 11:35 | Jegyzőkönyv                                  |       |                   | Játékvezetők: Vlad Ghizdareanu (ROU), Tóth Cecília (HUN) |
| 2021. július 25. 11:35 | Karpenkov 7                                  | Pont  | Celis, Vervoort 7 | Játékvezetők: Vlad Ghizdareanu (ROU), Tóth Cecília (HUN) |

| 2021. július 25. 15:25 | Szerbia (SRB)    | 21–14 | Belgium (BEL) | Játékvezetők: Markos Michaelides (SUI), Tóth Cecília (HUN) |
| 2021. július 25. 15:25 | Jegyzőkönyv      |       |               | Játékvezetők: Markos Michaelides (SUI), Tóth Cecília (HUN) |
| 2021. július 25. 15:25 | Domović Bulut 13 | Pont  | Bogaerts 6    | Játékvezetők: Markos Michaelides (SUI), Tóth Cecília (HUN) |

| 2021. július 26. 11:35 | Belgium (BEL) | 20–21 | Kína (CHN)                 | Játékvezetők: Marek Maliszewski (POL), Tóth Cecília (HUN) |
| 2021. július 26. 11:35 | Jegyzőkönyv   |       |                            | Játékvezetők: Marek Maliszewski (POL), Tóth Cecília (HUN) |
| 2021. július 26. 11:35 | Vervoort 10   | Pont  | Hu Csin-csiu (Hu Jinqiu) 9 | Játékvezetők: Marek Maliszewski (POL), Tóth Cecília (HUN) |

| 2021. július 26. 18:40 | Hollandia (NED) | 17–18 (h. u.) | Belgium (BEL) | Játékvezetők: Markos Michaelides (SUI), Evgeny Ostrovskiy (RUS) |
| 2021. július 26. 18:40 | Jegyzőkönyv     |               |               | Játékvezetők: Markos Michaelides (SUI), Evgeny Ostrovskiy (RUS) |
| 2021. július 26. 18:40 | Voorn 10        | Pont          | Vervoort 7    | Játékvezetők: Markos Michaelides (SUI), Evgeny Ostrovskiy (RUS) |

| 2021. július 27. 14:40 | Belgium (BEL) | 16–14 | Lengyelország (POL) | Játékvezetők: Edmond Ho (HKG), Vlad Ghizdareanu (ROU) |
| 2021. július 27. 14:40 | Jegyzőkönyv   |       |                     | Játékvezetők: Edmond Ho (HKG), Vlad Ghizdareanu (ROU) |
| 2021. július 27. 14:40 | Vervoort 11   | Pont  | Hicks 8             | Játékvezetők: Edmond Ho (HKG), Vlad Ghizdareanu (ROU) |

Elődöntő
| 2021. július 28. 18:40 | Belgium (BEL) | 8–21 | Lettország (LAT) | Játékvezetők: Edmond Ho (HKG), Markos Michaelides (SUI) |
| 2021. július 28. 18:40 | Jegyzőkönyv   |      |                  | Játékvezetők: Edmond Ho (HKG), Markos Michaelides (SUI) |
| 2021. július 28. 18:40 | Vervoort 5    | Pont | Lasmanis 9       | Játékvezetők: Edmond Ho (HKG), Markos Michaelides (SUI) |

Bronzmérkőzés
| 2021. július 28. 21:15 | Szerbia (SRB)   | 21–10 | Belgium (BEL) | Játékvezetők: Edmond Ho (HKG), Marek Maliszewski (POL) |
| 2021. július 28. 21:15 | Jegyzőkönyv     |       |               | Játékvezetők: Edmond Ho (HKG), Marek Maliszewski (POL) |
| 2021. július 28. 21:15 | Domović Bulut 7 | Pont  | Vervoort 5    | Játékvezetők: Edmond Ho (HKG), Marek Maliszewski (POL) |

| Csapat        | Helyezés |
| ------------- | -------- |
| Belgium (BEL) | 4.       |

## Lovaglás
Díjlovaglás
| Versenyző                                     | Ló                                               | Versenyszám | Selejtező | Selejtező | Selejtező | Döntő   | Döntő   | Végeredmény | Végeredmény |
| Versenyző                                     | Ló                                               | Versenyszám | Csop.     | Pont      | Hely.     | Pont    | Hely.   | Pont        | Helyezés    |
| --------------------------------------------- | ------------------------------------------------ | ----------- | --------- | --------- | --------- | ------- | ------- | ----------- | ----------- |
| Domien Michiels                               | Intermezzo Van Het Meerdalhof                    | Egyéni      | E         | 70,202    | 6.        | kiesett | kiesett | 70,202      | 28.         |
| Larissa Pauluis                               | Flambeau                                         | Egyéni      | C         | 67,251    | 8.        | kiesett | kiesett | 67,251      | 42.         |
| Laurence Roos                                 | Fil Rouge                                        | Egyéni      | D         | 70,699    | 4.        | kiesett | kiesett | 70,699      | 23.         |
| Domien Michiels Larissa Pauluis Laurence Roos | Intermezzo Van Het Meerdalhof Flambeau Fil Rouge | Csapat      |           | 6702,5    | 10.       | kiesett | kiesett | 6702,5      | 10.         |

Díjugratás
| Versenyző                                  | Ló                                   | Versenyszám | Selejtező | Selejtező | Selejtező | Döntő        | Döntő        | Döntő        | Döntő     | Döntő     | Döntő     | Végeredmény |
| Versenyző                                  | Ló                                   | Versenyszám | Selejtező | Selejtező | Selejtező | Alapverseny  | Alapverseny  | Alapverseny  | Szétugrás | Szétugrás | Szétugrás | Végeredmény |
| Versenyző                                  | Ló                                   | Versenyszám | Bünt.     | Idő       | Hely.     | Bünt.        | Idő          | Hely.        | Bünt.     | Idő       | Hely.     | Helyezés    |
| ------------------------------------------ | ------------------------------------ | ----------- | --------- | --------- | --------- | ------------ | ------------ | ------------ | --------- | --------- | --------- | ----------- |
| Niels Bruynseels                           | Delux Van T & L                      | Egyéni      | 0         | 86,67     | =1.       | visszalépett | visszalépett | visszalépett | kiesett   | kiesett   | kiesett   | helyezetlen |
| Jérôme Guery                               | Quel Homme de Hus                    | Egyéni      | 0         | 86,10     | =1.       | 7            | 99,84        | 14.          |           |           |           | 14.         |
| Grégory Wathelet                           | Nevados S                            | Egyéni      | 0         | 85,20     | =1.       | 4            | 84,26        | 9.           |           |           |           | 9.          |
| Pieter Devos Jérôme Guery Grégory Wathelet | Claire Z Quel Homme de Hus Nevados S | Csapat      | 4         | 253,09    | =2.       | 12           | 242,02       | 3.           |           |           |           |             |

Lovastusa
| Versenyző                | Ló               | Versenyszám | Díjlovaglás | Díjlovaglás | Tereplovaglás   | Tereplovaglás   | Tereplovaglás   | Díjugratás | Díjugratás  | Díjugratás | Díjugratás | Végeredmény | Végeredmény |
| Versenyző                | Ló               | Versenyszám | Díjlovaglás | Díjlovaglás | Tereplovaglás   | Tereplovaglás   | Tereplovaglás   | Selejtező  | Selejtező   | Selejtező  | Döntő      | Végeredmény | Végeredmény |
| Versenyző                | Ló               | Versenyszám | Bünt.       | Hely.       | Bünt.           | Bünt. össz.     | Hely.           | Bünt.      | Bünt. össz. | Hely.      | Bünt.      | Bünt.       | Helyezés    |
| ------------------------ | ---------------- | ----------- | ----------- | ----------- | --------------- | --------------- | --------------- | ---------- | ----------- | ---------- | ---------- | ----------- | ----------- |
| Lara de Liedekerke-Meier | Alpaga d'Arville | Egyéni      | 37,2        | 48.         | nem ált rajthoz | nem ált rajthoz | nem ált rajthoz | kiesett    | kiesett     | kiesett    | kiesett    | helyezetlen | helyezetlen |

## Sportlövészet
Női
| Versenyző   | Versenyszám | Selejtező | Selejtező | Döntő   | Döntő    |
| Versenyző   | Versenyszám | Pont      | Helyezés  | Pont    | Helyezés |
| ----------- | ----------- | --------- | --------- | ------- | -------- |
| Jessie Kaps | Légpuska    | 623,4     | 27.       | kiesett | kiesett  |

## Súlyemelés
Női
| Versenyző           | Versenyszám | Szakítás | Szakítás | Lökés    | Lökés    | Összesen | Helyezés |
| Versenyző           | Versenyszám | Eredmény | Helyezés | Eredmény | Helyezés | Összesen | Helyezés |
| ------------------- | ----------- | -------- | -------- | -------- | -------- | -------- | -------- |
| Nina Sterckx        | 49 kg       | 81       | 6.       | 99       | 5.       | 180      | 5.       |
| Anna Van Bellinghen | +87 kg      | 96       | 10.      | 123      | 10.      | 219      | 11.      |

## Taekwondo
Férfi
| Versenyző    | Versenyszám | Selejtező         | Nyolcaddöntő               | Negyeddöntő       | Elődöntő          | Vigaszág első kör | Vigaszág elődöntő | Bronz- mérkőzés   | Döntő             | Helyezés |
| Versenyző    | Versenyszám | Ellenfél Eredmény | Ellenfél Eredmény          | Ellenfél Eredmény | Ellenfél Eredmény | Ellenfél Eredmény | Ellenfél Eredmény | Ellenfél Eredmény | Ellenfél Eredmény | Helyezés |
| ------------ | ----------- | ----------------- | -------------------------- | ----------------- | ----------------- | ----------------- | ----------------- | ----------------- | ----------------- | -------- |
| Jaouad Achab | Pehelysúly  | erőnyerő          | Bernardo Pié (DOM) · 11–18 | kiesett           | kiesett           |                   |                   |                   |                   | 12.      |

## Tenisz
Férfi
| Versenyző                  | Versenyszám | 32-es főtábla                                                        | Nyolcaddöntő      | Negyeddöntő       | Elődöntő          | Bronz- mérkőzés   | Döntő             | Helyezés |
| Versenyző                  | Versenyszám | Ellenfél Eredmény                                                    | Ellenfél Eredmény | Ellenfél Eredmény | Ellenfél Eredmény | Ellenfél Eredmény | Ellenfél Eredmény | Helyezés |
| -------------------------- | ----------- | -------------------------------------------------------------------- | ----------------- | ----------------- | ----------------- | ----------------- | ----------------- | -------- |
| Sander Gillé Joran Vliegen | Páros       | Hollandia (NED) · Wesley Koolhof · Jean-Julien Rojer · 3-6, 6-7(5–7) | kiesett           | kiesett           | kiesett           | kiesett           | kiesett           | 17.      |

Női
| Versenyző                         | Versenyszám | 64-es főtábla                                   | 32-es főtábla                                                                 | Nyolcaddöntő                      | Negyeddöntő       | Elődöntő          | Bronz- mérkőzés   | Döntő             | Helyezés |
| Versenyző                         | Versenyszám | Ellenfél Eredmény                               | Ellenfél Eredmény                                                             | Ellenfél Eredmény                 | Ellenfél Eredmény | Ellenfél Eredmény | Ellenfél Eredmény | Ellenfél Eredmény | Helyezés |
| --------------------------------- | ----------- | ----------------------------------------------- | ----------------------------------------------------------------------------- | --------------------------------- | ----------------- | ----------------- | ----------------- | ----------------- | -------- |
| Elise Mertens                     | Egyes       | Jekatyerina Alekszandrova (ROC) · 6-4, 4-6, 4-6 | kiesett                                                                       | kiesett                           | kiesett           | kiesett           | kiesett           | kiesett           | 33.      |
| Alison Van Uytvanck               | Egyes       | Ivana Jorović (SRB) · 6-3, 6-2                  | Petra Kvitová (CZE) · 5-7, 6-3, 6-0                                           | Garbiñe Muguruza (ESP) · 4-6, 1-6 | kiesett           | kiesett           | kiesett           | kiesett           | 9.       |
| Elise Mertens Alison Van Uytvanck | Páros       |                                                 | Spanyolország (ESP) · Garbiñe Muguruza · Carla Suárez Navarro · 3-6, 6-7(4–7) | kiesett                           | kiesett           | kiesett           | kiesett           | kiesett           | 17.      |

## Tollaslabda
| Versenyző  | Versenyszám | Csoportkör                                                                                      | Csoportkör | Nyolcaddöntő      | Negyeddöntő       | Elődöntő          | Bronz- mérkőzés   | Döntő             | Helyezés |
| Versenyző  | Versenyszám | Ellenfél Eredmény                                                                               | Hely.      | Ellenfél Eredmény | Ellenfél Eredmény | Ellenfél Eredmény | Ellenfél Eredmény | Ellenfél Eredmény | Helyezés |
| ---------- | ----------- | ----------------------------------------------------------------------------------------------- | ---------- | ----------------- | ----------------- | ----------------- | ----------------- | ----------------- | -------- |
| Lianne Tan | Női egyes   | M csoport · Thet Htar Thuzar (MYA) · 21–6, 21–8 · Gregoria Mariska Tunjung (INA) · 11–21, 17–21 | 2.         | kiesett           | kiesett           | kiesett           | kiesett           | kiesett           | 15.      |

## Torna
Női
| Versenyző                                                | Versenyszám      | Selejtező | Selejtező | Döntő    | Döntő    |
| Versenyző                                                | Versenyszám      | Pontszám  | Helyezés  | Pontszám | Helyezés |
| -------------------------------------------------------- | ---------------- | --------- | --------- | -------- | -------- |
| Maellyse Brassart                                        | Talaj            | 12,766    | 39.       | kiesett  | kiesett  |
| Maellyse Brassart                                        | Felemás korlát   | 13,366    | 36.*      | kiesett  | kiesett  |
| Maellyse Brassart                                        | Gerenda          | 13,033    | 33.       | kiesett  | kiesett  |
| Maellyse Brassart                                        | Egyéni összetett | 52,931    | 35.       | kiesett  | kiesett  |
| Nina Derwael                                             | Talaj            | 13,566    | 12.       | kiesett  | kiesett  |
| Nina Derwael                                             | Felemás korlát   | 15,366    | 1.        | 15,200   |          |
| Nina Derwael                                             | Gerenda          | 13,766    | 15.       | kiesett  | kiesett  |
| Nina Derwael                                             | Egyéni összetett | 56,598    | 7.        | 55,965   | 6.       |
| Lisa Vaelen                                              | Talaj            | 12,766    | 40.       | kiesett  | kiesett  |
| Lisa Vaelen                                              | Felemás korlát   | 14,100    | 23.       | kiesett  | kiesett  |
| Lisa Vaelen                                              | Gerenda          | 12,500    | 52.*      | kiesett  | kiesett  |
| Lisa Vaelen                                              | Egyéni összetett | 52,366    | 42.       | kiesett  | kiesett  |
| Jutta Verkest                                            | Talaj            | 12,933    | 31.*      | kiesett  | kiesett  |
| Jutta Verkest                                            | Felemás korlát   | 13,633    | 33.       | kiesett  | kiesett  |
| Jutta Verkest                                            | Gerenda          | 13,666    | 19.       | kiesett  | kiesett  |
| Jutta Verkest                                            | Egyéni összetett | 53,632    | 26.       | 51,232   | 23.      |
| Maellyse Brassart Nina Derwael Lisa Vaelen Jutta Verkest | Csapat összetett | 163,895   | 5.        | 159,695  | 8.       |

* - egy másik versenyzővel azonos eredményt ért el

## Triatlon
Egyéni
| Versenyző          | Versenyszám | 1,5 km úszás | Depózás 1 | 40 km kerékpározás | Depózás 2 | 10 km futás | Összesítés | Összesítés |
| Versenyző          | Versenyszám | Idő          | Idő       | Idő                | Idő       | Idő         | Idő        | Helyezés   |
| ------------------ | ----------- | ------------ | --------- | ------------------ | --------- | ----------- | ---------- | ---------- |
| Marten Van Riel    | Férfi       | 17:45        | 0:40      | 56:37              | 0:29      | 30:21       | 1:45:52    | 4.         |
| Valérie Barthelemy | Női         | 19:18        | 0:41      | 1:03:07            | 0:31      | 35:12       | 1:58:49    | 10.        |
| Claire Michel      | Női         | 19:40        | 0:44      | 1:06:34            | 0:30      | 43:37       | 2:11:05    | 34.        |

Csapat
| Versenyző                                                    | Versenyszám   | Úszás (300 m X 4) | Depózás 1 | Kerékpározás (6,8 km X 4) | Depózás 2 | Futás (2 km X 4) | Összesen | Hely. |
| ------------------------------------------------------------ | ------------- | ----------------- | --------- | ------------------------- | --------- | ---------------- | -------- | ----- |
| Claire Michel Marten Van Riel Valérie Barthelemy Jelle Geens | Vegyes csapat | 16:25             | 2:32      | 39:57                     | 1:51      | 23:51            | 1:24:36  | 5.    |

## Úszás
Férfi
| Versenyző     | Versenyszám    | Előfutam | Előfutam | Előfutam | Elődöntő | Elődöntő | Elődöntő | Döntő   | Döntő    |
| Versenyző     | Versenyszám    | Idő      | Hely.    | Össz.    | Idő      | Hely.    | Össz.    | Idő     | Helyezés |
| ------------- | -------------- | -------- | -------- | -------- | -------- | -------- | -------- | ------- | -------- |
| Louis Croenen | 100 m pillangó | 52,23    | 2.       | 28.      | kiesett  | kiesett  | kiesett  | kiesett | kiesett  |
| Louis Croenen | 200 m pillangó | 1:55,78  | 6.       | 14.      | 1:56,67  | 8.       | 16.      | kiesett | kiesett  |

Női
| Versenyző      | Versenyszám | Előfutam | Előfutam | Előfutam | Elődöntő | Elődöntő | Elődöntő | Döntő   | Döntő    |
| Versenyző      | Versenyszám | Idő      | Hely.    | Össz.    | Idő      | Hely.    | Össz.    | Idő     | Helyezés |
| -------------- | ----------- | -------- | -------- | -------- | -------- | -------- | -------- | ------- | -------- |
| Fanny Lecluyse | 100 m mell  | 1:07,93  | 5.       | 26.      | kiesett  | kiesett  | kiesett  | kiesett | kiesett  |
| Fanny Lecluyse | 200 m mell  | 2:23,42  | 5.       | 11.      | 2:23,73  | 5.       | 8.       | 2:24,57 | 8.       |

## Vitorlázás
Férfi
| Versenyző       | Versenyszám | Futam | Futam | Futam | Futam | Futam | Futam | Futam | Futam | Futam | Futam | Futam   | Pontszám | Helyezés |
| Versenyző       | Versenyszám | 1     | 2     | 3     | 4     | 5     | 6     | 7     | 8     | 9     | 10    | É       | Pontszám | Helyezés |
| --------------- | ----------- | ----- | ----- | ----- | ----- | ----- | ----- | ----- | ----- | ----- | ----- | ------- | -------- | -------- |
| Wannes Van Laer | Laser       | (33)  | 25    | 20    | 14    | 28    | 31    | 14    | 18    | 13    | 17    | kiesett | 180      | 27.      |

Női
| Versenyző                    | Versenyszám    | Futam | Futam | Futam | Futam | Futam | Futam | Futam | Futam | Futam | Futam | Futam | Futam | Futam   | Pontszám | Helyezés |
| Versenyző                    | Versenyszám    | 1     | 2     | 3     | 4     | 5     | 6     | 7     | 8     | 9     | 10    | 11    | 12    | É       | Pontszám | Helyezés |
| ---------------------------- | -------------- | ----- | ----- | ----- | ----- | ----- | ----- | ----- | ----- | ----- | ----- | ----- | ----- | ------- | -------- | -------- |
| Emma Plasschaert             | Laser radial   | 10    | 17    | 11    | 8     | 6     | 5     | 5     | 4     | 17    | (21)  |       |       | 4       | 87       | 4.       |
| Anouk Geurts Isaura Maenhaut | 49erFX osztály | 17    | 3     | 4     | 14    | (22)  | 22    | 2     | 16    | 15    | 10    | 9     | 9     | kiesett | 121      | 14.      |